# Hermann Fränkel
Hermann Fränkel (ur. 17 maja 1844 w Neustadt, zm. 22 maja 1901 w Berlinie) – niemiecki przemysłowiec, dyplomata, mecenas, honorowy konsul Persji w Niemczech.

## Życiorys
Hermann Fränkel pochodził z rodziny żydowskiej. Jego ojcem był Samuel Fränkel, założyciel tkalni lnu i adamaszku (późniejszy „Frotex”) w Prudniku, a jego matką była Ester Polke. Miał trzynaścioro rodzeństwa. Wraz ze swoimi braćmi Abrahamem, Albertem i Emanuelem był udziałowcem w spółce Die Offene Handelsgesellschaft S. Fränkel (Otwarta Spółka Handlowa S. Fränkel).
1 lipca 1872 ożenił się z Florą Alexander (1851–1929) z Wrocławia. W 1883 wybudował willę przy ul. Kościuszki (ówczesna Hindenburgestrasse) w Prudniku. Był też jednym z fundatorów Parku Miejskiego w Prudniku. W 1901 podarował szpitalowi w Prudniku 6000 marek na zakup łóżek dla chorych. Następnie wraz z żoną podarowali 100 tys. marek na fundusz dla słabowitych i nieuleczalnie chorych. Za działalność dobroczynną na rzecz miasta został jego honorowym obywatelem. W wyniku wyborów uzupełniających do Izby Deputowanych został członkiem kolegium elektorskiego. Pełnił funkcję honorowego konsula perskiego w Niemczech. W podziękowaniu za działalność w Żydowskim Związku Dobroczynnym została mu poświęcona tablica pamiątkowe w prudnickiej synagodze.